# Afrasiab Khattak
Afrasiab Khattak (en ourdou : افراسياب خٹک ; en pachto : افراسیاب خټک) est un poète, homme politique pakistanais d'orientation communiste et militant des droits de l'homme, notamment activiste pro-Pachtounes.
Afrasiab Khattak s'est engagé au sein du Parti communiste du Pakistan, du Parti national Awami et du mouvement Pashtun Tahafuz. Il est sénateur sous l'étiquette du Parti national Awami entre 2009 et 2015.

## Études et engagements
Afrasiab Khattak est né d'une famille de la tribu pachtoune Khattak à Lachi, dans le district de Kohat, situé dans la province de Khyber Pakhtunkhwa. Après avoir terminé sa scolarité à Kohat il entame des études à l'Université de Peshawar et obtient un bachelor en histoire de la Russie et un Bachelor of Science en science politique.
Khattak devient avocat en rejoignant le barreau de Peshawar en 1989 puis au sein de la Haute cour de Peshwawar en 1992. Entre 1989 et 2003, il est membre de la Commission pakistanaises des droits de l'homme.
Par ailleurs, il reçoit en juin 2020 le prix Khushal Khattak de l'Académie des lettres du Pakistan pour sa collection de poèmes Nawey Taigh.

## Carrière politique
Dès ses années universitaires, Khattak s'engage dans des activités militantes en faveur des droits des Pachtounes notamment et est par ailleurs un sympathisant du Parti communiste du Pakistan. Il rejoint le parti dans les années 1960 et devient même son secrétaire-général, faisant alliance avec le Parti national Awami. À ce titre, il fait campagne en faveur de l'Alliance nationale pakistanaise lors des élections législatives de 1977, coalition dont les partis Awami et communiste sont membres.
Afrasiab Khattak s’engage sur la scène politique en rejoignant le Parti national Awami en 2006. Le 12 avril 2007, il est élu président provincial de Khyber Pakhtunkhwa pour le parti. Le 3 mars 2009, il est élu sénateur pour un mandat de six ans, sous l'étiquette du Parti national Awami sur un siège réservé aux technocrates.
Khattak s'engage au sein du Pashtun Tahafuz, un mouvement créé en 2014 en faveur de la défense des droits des Pachtounes. Il est ce titre exclu du Parti national Awami en novembre 2018.